# VR-Bank Dornstetten-Horb
Die VR-Bank Dornstetten-Horb eG war eine deutsche Genossenschaftsbank mit dem Sitz in der baden-württembergischen Stadt Dornstetten im Landkreis Freudenstadt.

## Geschichte
Die VR-Bank Dornstetten-Horb eG entstand im Jahr 2018 durch die Fusion der Volksbank Dornstetten eG mit der Raiffeisenbank Horb eG mit dem Sitz in Horb am Neckar.
Die Gründung
In der ersten Hälfte des 19. Jahrhunderts lag das Kreditgeschäft ausschließlich in den Händen von Privatbankiers, die nebenher noch den Warenhandel betrieben; doch machten sich schon in dieser Zeit Bestrebungen bemerkbar, auch auf dem Lande Kreditinstitute einzurichten. So erschien im württembergischen Regierungsblatt Nr. 1 von 1825 eine Verordnung über die Errichtung von „Corporationsleihkassen“. Der Stadtrat von Dornstetten zur Äußerung aufgefordert, erklärte damals: „… man wolle keine solche Kasse …“ Viele Jahre mussten noch verstreichen, ehe in Dornstetten diese Meinung geändert wurde.
Inzwischen hatten sich allerorts Gewerbe, Handel und Industrie mit immer größerem Geldbedürfnis entwickelt. Es kam zu Bankgründungen verschiedener Art. Durch Schulze-Delitzsch wurden die gewerblichen Genossenschaften (Volksbanken) und durch Raiffeisen die ländlichen Genossenschaften (Spar- und Darlehenskassen) gegründet, die sich immer mehr ausbreiteten.
Es war die Not der ländlichen Bevölkerung um die Mitte des vorigen Jahrhunderts, welche den Bürgermeister armer Westerwaldgemeinden, Friedrich Wilhelm Raiffeisen, dazu trieb, Brot- und Hilfsvereine zu gründen. Aus diesen Erfahrungen entstand im Jahre 1862 der erste Darlehenskassenverein. Es ist das bleibende Verdienst Raiffeisens, dass er die Not der ländlichen Bevölkerung nicht nur erkannt, sondern durch die Gründung seiner Vereine auch behoben hat.
Die eigentliche Gründungswelle erfasste Württemberg erst, als Raiffeisen im Herbst 1880 in der Liederhalle in Stuttgart über die Bedeutung und den Aufbau seiner Darlehenskassenvereine gesprochen hatte. Raiffeisen, dessen Vorfahren väterlicherseits aus Württemberg stammten, ist am 11. März 1888 gestorben.
Im gleichen Jahr ist in Dornstetten der Darlehenskassenverein gegründet worden. Das Gründungsprotokoll trägt das Datum 26. Dezember 1888 und beginnt mit den Worten: „Heute haben sich im Saal des Bierbrauers Ludwig Bochinger (Ratskeller) … eine Anzahl hiesiger Bürger versammelt, um einen Darlehenskassenverein zu errichten. Es wurden zu diesem Zweck die vom Verband landwirtschaftlicher Kreditgenossenschaften in Württemberg bezogenen und in der Anlage befindlichen Statuten verlesen und besprochen und hernach alsbald von 53 Anwesenden unterzeichnet.“
Die Entwicklung
Nur zögernd wurde zu Anfang des Bestehens der Darlehenskasse von dieser Einrichtung Gebrauch gemacht. Wahrscheinlich wollte man – wie üblich bei Neuerungen – erst abwarten, welche Erfahrungen der Nachbar damit macht. Im ersten Geschäftsjahr, also in der Zeit vom 1. Januar bis 31. Dezember 1889, enthielt das Einnahme-Tagebuch 101 Einträge und 76 Zahlungen waren im Ausgabe-Tagebuch verzeichnet. Der Umsatz erreichte die Summe von 23.494 Mark und die Aktiven wurden zum 31. Dezember 1889 mit 4.199,48 Mark ausgewiesen. Es verblieb ein Reingewinn mit 30 Mark und 72 Pfennig.
Mit Ausnahme der Mitgliederbewegung ging die Entwicklung nicht immer stetig vor sich. Nur die ersten 25 Jahre bis 1914 sind einigermaßen normal verlaufen. Das 25. Geschäftsjahr hatte bei einem Stand von 147 Mitgliedern und einer Bilanzsumme von rd. 150.000 Mark einen Gewinn von 382 Mark erbracht. Tiefe Einschnitte brachten die beiden Weltkriege mit dem jeweils nachfolgenden Währungsverfall. Jedes Mal musste fast wieder von vorne begonnen werden.
Die währungs- und wirtschaftspolitisch so schwierige Zeit von 1924 bis 1933 ging an unserer Bank nicht ohne Einwirkungen vorüber. Einbußen, die durch insolvente Kreditnehmer, durch das landwirtschaftliche Entschuldungsgesetz und Erbhofgesetz entstanden, konnten nur mit Hilfe der sogenannten Reichsgenossenschaftshilfe überwunden werden. Es bedurfte nach 1933 äußerster Sparsamkeit, um die Bilanzen wieder zu normalisieren und ertragssicher zu machen. Trotz entgegenstehender Auflagen blieben jedoch die Geschäftsanteile unangetastet und die Regressforderungen an die Verwaltungsmitglieder konnten wieder zurückerstattet werden.
Während des Zweiten Weltkrieges, als zeitweilig alle Männer eingezogen waren, wurden die Geschäfte in zuverlässiger Weise von den verbliebenen weiblichen Arbeitskräften abgewickelt. Das Kriegsende und die Besatzungszeit mit der Konfiskation des Kassenbestandes und der Belegung der Bankräume durch fremde Soldaten wurde ebenso überstanden, wie nachher die Aufräumungsarbeiten und das jahrelange Suchen und Rekonstruieren von verlorenen Belegen.
Die Währungsumstellung 1948 brachte mit der neuen Währung auch einen neuen Anfang. Die Bilanzsumme der Reichsmarkzeit mit über 4 Millionen RM ging zurück auf knapp 300.000,-- Deutsche Mark.
Nur langsam kehrte das Vertrauen der Sparer, das durch den Währungsschnitt so grausam enttäuscht wurde, wieder zurück. Verständlicherweise nahmen die Einlagen in der Folgezeit nicht in dem Maße zu wie die Ausleihungen. Mit der allgemeinen Geschäftsbelebung am Ort konnten jedoch auch wir Schritt halten.
Die folgenden 3 Jahrzehnte waren durch Wachstum und Fusionen mit umliegenden – nachfolgend genannten – Spar- und Darlehenskassen geprägt. Dies bedingte die Aufstockung des Personalbestandes und die Schaffung neuer Räumlichkeiten.
- 1957 – Fusion der Dornstetter Bank eGmbH mit der Spar- und Darlehnskasse Grüntal-Frutenhof eGmbH mit dem Sitz in Grüntal-Frutenhof
- 1959 – Fusion der Dornstetter Bank eGmbH mit der Spar- und Darlehnskasse Aach eGmbH mit dem Sitz in Aach
- 1968 – Fusion der Dornstetter Bank eGmbH mit der Spar- und Darlehnskasse Dettlingen eGmbH mit dem Sitz in Dettlingen
- 1969 – Fusion der Dornstetter Bank eGmbH mit der Spar- und Darlehnskasse Unteriflingen eGmbH mit dem Sitz in Unteriflingen
- 1970 – Fusion der Dornstetter Bank eGmbH mit der Spar- und Darlehnskasse Oberiflingen eGmbH mit dem Sitz in Oberiflingen
- 1972 – Fusion der Dornstetter Bank eGmbH mit der Genossenschaftsbank Hallwangen Kreis Freudenstadt eGmbH mit dem Sitz in Hallwangen
- 1976 – Fusion der Dornstetter Bank eG mit der Genossenschaftsbank Schopfloch eG mit dem Sitz in Schopfloch

Im Jahr 1991 verschmolz die Loßburger Bank eG mit dem Sitz in Loßburg, 1996 die Genossenschaftsbank Betzweiler-Wälde eG mit dem Sitz in Betzweiler und zuletzt im Jahr 2018 die Raiffeisenbank Horb eG mit dem Sitz in Horb am Neckar mit der Volksbank Dornstetten eG. Die Firma lautet seit dem 4. September 2018 VR-Bank Dornstetten-Horb eG.
Die damalige Loßburger Bank eGmbH fusioniert im Jahr 1967 bereits mit der Spar- und Darlehnskasse Lombach und Umgebung eGmbH mit dem Sitz in Lombach, im Jahr 1970 mit der Spar- und Darlehnskasse Sterneck eGmbH mit dem Sitz in Sterneck und im Jahr mit der Spar- und Darlehnskasse Vierundzwanzig Höfe eGmbH mit dem Sitz in Vierundzwanzig Höfe.
Die damalige Raiffeisenbank Horb eGmbH wurde im Jahr 1968 durch die Fusion der nachfolgenden Banken gegründet:
- Spar- und Darlehnskasse Wiesenstetten eGmbH mit dem Sitz in Wiesenstetten
- Spar- und Darlehnskasse Ahldorf eGmbH mit dem Sitz in Ahldorf
- Spar- und Darlehnskasse Bildechingen eGmbH mit dem Sitz in Bildechingen
- Spar- und Darlehnskasse Bittelbronn eGmbH mit dem Sitz in Bittelbronn
- Spar- und Darlehnskasse Dettensee eGmbH mit dem Sitz in Dettensee
- Spar- und Darlehnskasse Mühlen a. N. eGmbH mit dem Sitz in Mühlen
- Spar- und Darlehnskasse Rexingen eGmbH mit dem Sitz in Rexingen

Im Jahr 1970 fusionierte die Raiffeisenbank Horb eGmbH dann mit der Spar- und Darlehnskasse Börstingen eGmbH mit dem Sitz in Börstingen und im Folgejahr mit der Raiffeisenbank Dettingen eGmbH mit dem Sitz in Dettingen. Diese wiederum fusionierte zuvor im Jahr 1968 mit der Spar- und Darlehnskasse Diessen eGmbH mit dem Sitz in Dießen und der Raiffeisenbank Glatt eGmbH mit dem Sitz in Glatt. 1977 folgte die Fusion der Raiffeisenbank Horb eG mit der Raiffeisenkasse Betra eG mit dem Sitz in Betra.
Im Jahr 2024 fusionierte die VR-Bank Dornstetten-Horb eG mit der Volksbank in der Region eG.

## Rechtsverhältnisse
Die VR-Bank Dornstetten-Horb eG war im Genossenschaftsregister beim Amtsgericht Stuttgart unter GnR 440077 eingetragen.

## Organisationsstruktur
Rechtsgrundlagen waren das Genossenschaftsgesetz und die durch die Vertreterversammlung beschlossene Satzung. Organe der Bank waren der Vorstand, der Aufsichtsrat und die Vertreterversammlung.

## Sicherungseinrichtung
Die VR-Bank Dornstetten-Horb eG war der amtlich anerkannten Sicherungseinrichtung des Bundesverbandes der Deutschen Volksbanken und Raiffeisenbanken GmbH und der zusätzlichen freiwilligen Sicherungseinrichtung des Bundesverbandes der Deutschen Volksbanken und Raiffeisenbanken e.V. angeschlossen.

## Geschäftsausrichtung
Die VR-Bank Dornstetten-Horb eG betrieb das Universalbankgeschäft. Im Verbundgeschäft arbeitete sie mit der DZ Bank, R+V Versicherung, Bausparkasse Schwäbisch Hall, Teambank, VR Leasing, DZ Hyp, Süddeutsche Krankenversicherung (SDK) und der Union Investment zusammen. Sie gehörte der Finanzgruppe Volksbanken Raiffeisenbanken an.

## Geschäftsgebiet
Das Geschäftsgebiet lag im Zentrum im Osten des Landkreises Freudenstadt und umfasste die Städte Dornstetten und Horb sowie die Gemeinden Lützenhardt, Schopfloch, Loßburg und Starzach.
An diesen Orten betrieb die Bank Filialen:
- Dornstetten (jur. Sitz, Geschäftsstelle)
- Horb am Neckar (Geschäftsstelle)
- Betra (Geschäftsstelle)
- Betzweiler (SB-Geschäftsstelle)
- Dettingen (Geschäftsstelle)
- Loßburg (Geschäftsstelle)
- Lützenhardt (Geschäftsstelle)
- Schopfloch (Geschäftsstelle)